# Urinoir (Hereweg, Groningen)

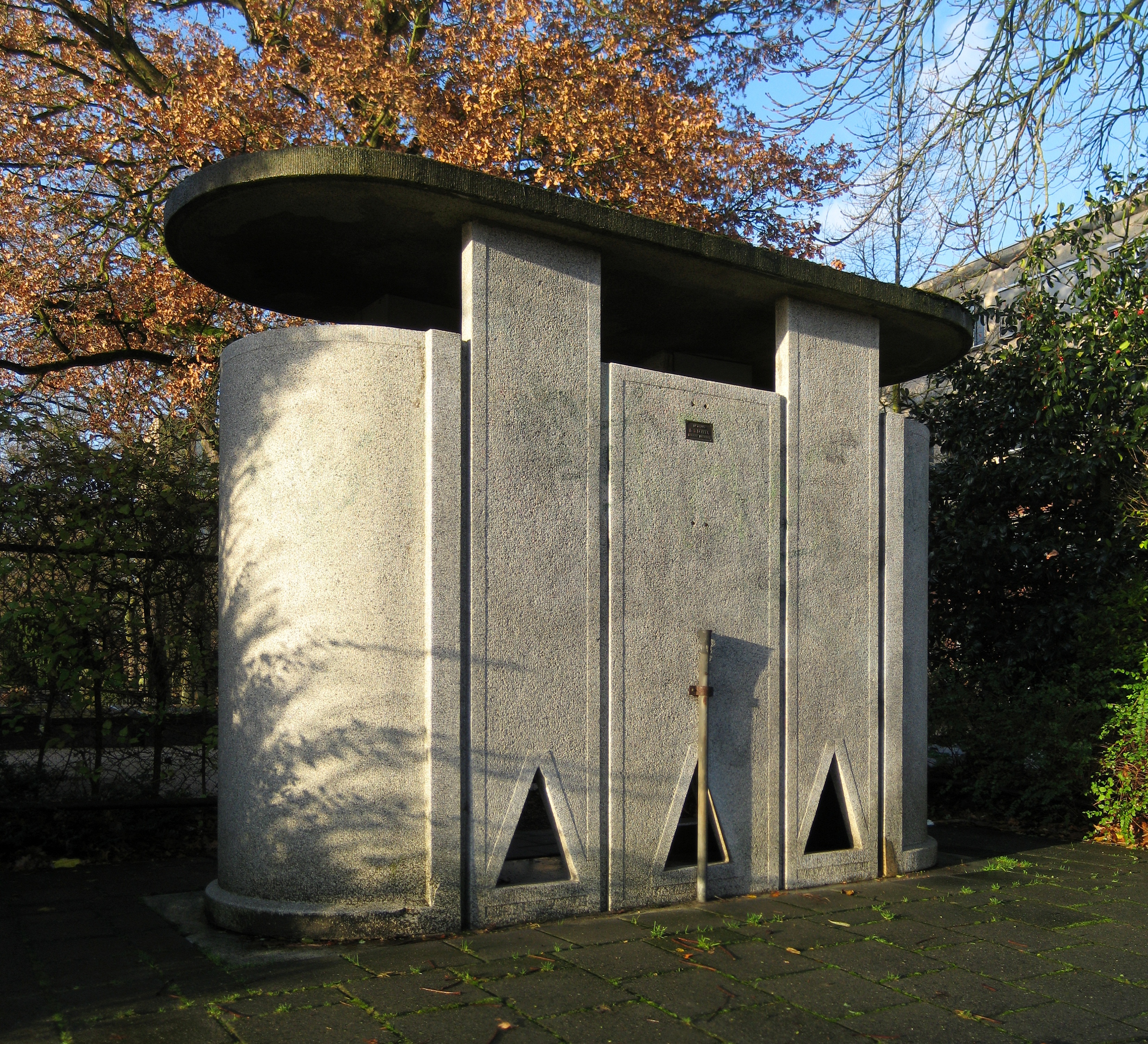
Het urinoir aan de Hereweg in 2011

Het urinoir aan de Hereweg in de Nederlandse stad Groningen is een geprefabriceerd betonnen gebouwtje, dat is aangewezen als gemeentelijk monument.

## Beschrijving
Het urinoir staat naast de Zuiderbegraafplaats nabij de opzichterswoning. Het is een tweepersoons-urinoir van het type Betonno (model 26), dat in 1955 is geleverd door de Fa. S. Denker uit Hilversum/Loosdrecht.
Het gebouwtje, dat is uitgevoerd in gewassen beton, is geplaatst op een langwerpige rechthoekige betonplaat en heeft aan de korte zijden afgeronde hoeken. De lange zijden worden gevormd door verticale betonplaten waarin aan de onderzijde driehoekige openingen zijn aangebracht voor ventilatie. De buitenste twee platen zijn iets smaller en dragen het dak, een betonplaat die eveneens in gebogen vormen is uitgevoerd. De toegang bevindt zich in het midden aan de achterzijde. Het urinoir is voorzien van een tijdspoelinrichting.
Het urinoir is aangewezen als gemeentelijk monument, onder meer vanwege "zijn cultuurhistorische waarde als straatmeubilair voor de kwaliteit en belevingswaarde van het stadsbeeld", vanwege "de esthetische kwaliteit van het strakke en moderne ontwerp" en vanwege "zijn gaafheid".